# دوغلاس شامبرلين
دوغلاس شامبرلين (بالإنجليزية: Douglas Chamberlain) هو طبيب قلب بريطاني، ولد في 1931 في كارديف في المملكة المتحدة.